# Чайка Федір Васильович
Фе́дір Васи́льович Ча́йка (нар. 3 березня 1918 — пом.13 жовтня 1974, Українська РСР) — радянський воєначальник, генерал-майор. Герой Радянського Союзу (1945).

## Життєпис
Народився 3 березня 1918 року в селі Чайківці, нині Вовчанського району Харківської області, в селянській родині. Українець. Закінчив 8 класів школи у Великому Бурлуці. Працював головним бухгалтером у районній ощадкасі.
До лав РСЧА призваний Великобурлуцьким РВК у 1938 році. Служив молодшим командиром у 49-му стрілецькому полку 50-ї стрілецької дивізії Білоруського військового округу. Брав участь у вторгненні радянських військ до Польщі. У 1941 році закінчив Сухумське військове стрілецько-кулеметне училище.
Учасник німецько-радянської війни з лютого 1942 року. Воював на Південно-Західному, Сталінградському, Донському, 3-му Українському та 1-му Білоруському фронтах. Обіймав посади помічника начальника штабу, а з листопада 1942 року — начальника штабу 853-го стрілецького полку 278-ї стрілецької дивізії. З 11 вересня 1943 року гвардії майор Ф. В. Чайка — командир 180-го гвардійського стрілецького полку 60-ї гвардійської стрілецької дивізії. Член ВКП(б) з жовтня 1943 року. Наприкінці 1944 року підполковник Ф. В. Чайка переведений на посаду командира 2-го стрілецького батальйону 1368-го стрілецького полку 416-ї стрілецької дивізії 5-ї ударної армії. Під час форсування Вісли, захоплення і утримання плацдарму на західному березі, поблизу Буди-Августовської, був поранений. Після одужання — командир 1042-го стрілецького полку 295-ї стрілецької дивізії тієї ж армії.
Особливо відзначився під час проведення Берлінської наступальної операції радянських військ. Бійці полку під його командуванням форсували річку Одер, захопили і розширили плацдарм на її західному березі. Обійшовши супротивника з флангу, захопив два мости через Одер, що дало можливість розвинути наступ у напрямку Рульсдорф, Штраусберг. Долаючи спротив ворога і знищуючи розрізнені його групи, штурмом оволодів містом Штраусбергом, тим самим даючи змогу увірватись наступаючим радянським військам до передмістя Берліна.
Після закінчення війни продовжив військову службу. У 1948 році закінчив Військову академію імені М. В. Фрунзе. Обіймав посаду командира стрілецького полку в Приморському військовому окрузі. У 1956 році закінчив Вищі академічні курси, після закінчення яких призначений командиром 116-ї мотострілецької дивізії. З 1960 року — заступник командира 44-го армійського корпусу в Ленінградському військовому окрузі. У 1967 році генерал-майор Ф. В. Чайка вийшов у запас.
Мешкав у Одесі, де й помер 13 жовтня 1974 року. Похований на Другому Християнському цвинтарі.

## Нагороди

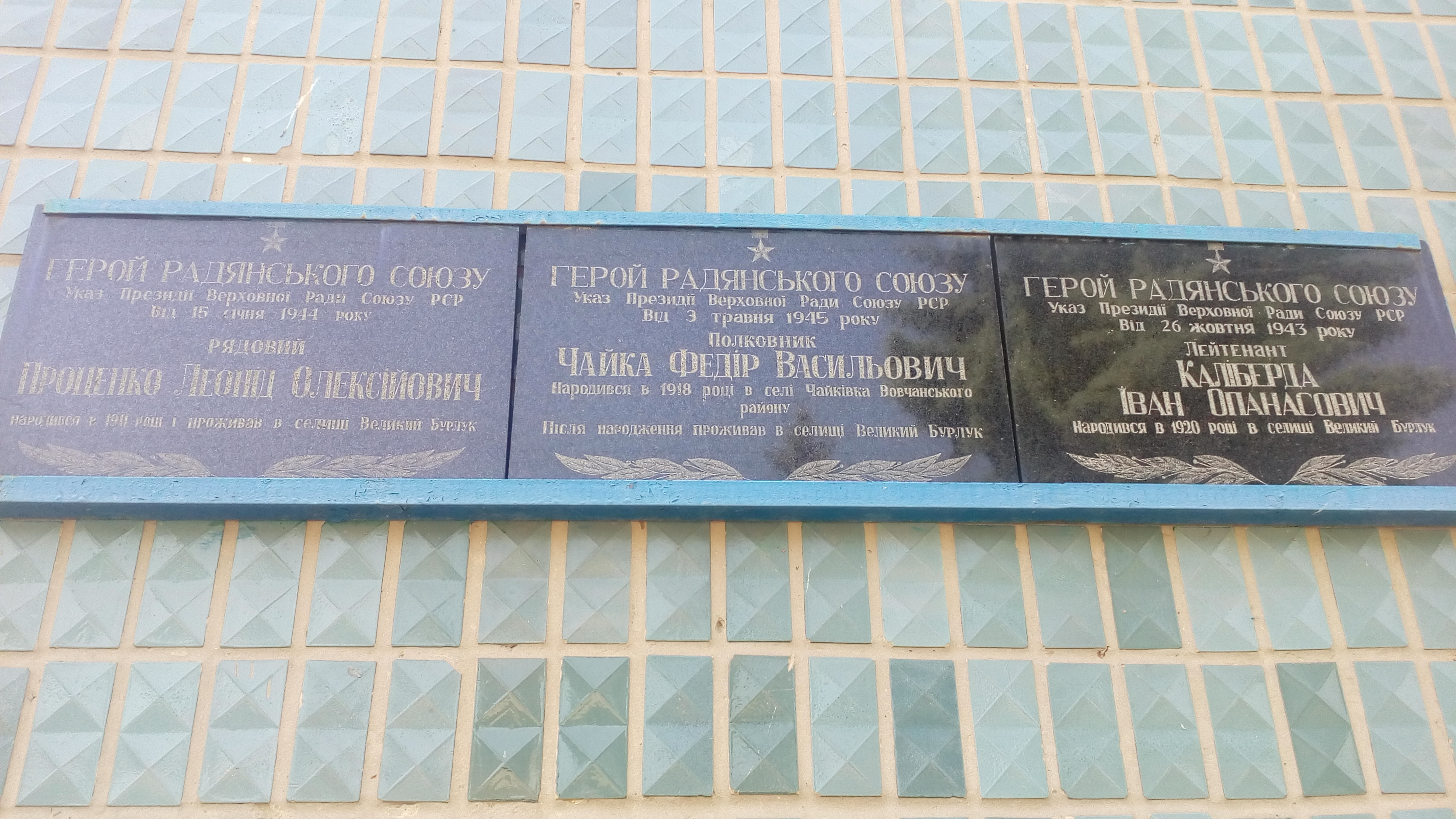
Меморіальна дошка у Великому Бурлуці

Указом Президії Верховної Ради СРСР від 31 травня 1945 року «за зразкове виконання бойових завдань командування на фронті боротьби з німецькими загарбниками та виявлені при цьому відвагу і героїзм», підполковникові Чайці Федору Васильовичу присвоєне звання Героя Радянського Союзу з врученням ордена Леніна і медалі «Золота Зірка» (№ 6494).
Також нагороджений трьома орденами Червоного Прапора (02.10.1943, 01.12.1943, 30.08.1944), орденами Суворова 3-го ступеня (05.04.1945), Олександра Невського (30.11.1943), Вітчизняної війни 1-го (04.01.1943) та 2-го (22.02.1945) ступенів, Червоної Зірки (30.04.1954) і медалями.